# Kevin Goldthwaite
 Kevin Goldthwaite  (Sacramento, California, 9 de diciembre de 1982) es un exfutbolista estadounidense que jugaba en la posición de defensa central.

## Inicios
Goldthwaite empezó su carrera futbolística con la Universidad de Notre Dame . En sus cuatro temporadas con Notre Dame, Goldthwaite fue considerado como uno de los mejores jugadores del fútbol colegial de Estados Unidos.

## Fútbol Profesional
Tras su paso colegial, Goldthwaite fue fichado por San José Earthquakes de Major League Soccer en 2005. En su primera temporada fue cedidó al Portland Timbers de USL First Division. En el 2006 el club de San José se trasladó a Houston, convirtiéndose en Houston Dynamo.  Con Houston en 2006 se convirtió en campeón de la MLS. Al principió de la temporada 2007, Goldthwaite es transferido al Toronto FC, y poco después al Red Bull New York. Tras una temporada de bajo rendimiento, Goldthwaite se convierte en uno de los pilares de la defensa del club de Nueva York. En 2008 ayudó a Red Bull New York a llegar a la final de MLS Cup, aunque su club es derrotado por Columbus Crew.
En 2010, Goldthwaite firmó otra vez con el Portland Timbers y continuó con el club cuando subió a Major League Soccer en 2011.

## Estadísticas
| Liga                | Partidos | Goles |
| ------------------- | -------- | ----- |
| USL First Division  | 10       | 0     |
| Major League Soccer | 87       | 3     |